# Российский научный центр рентгенорадиологии
Российский научный центр рентгенорадиологии (РНЦРР) — многопрофильное научно-исследовательское учреждение в Москве, специализирующееся на лечении онкологических и иных заболеваний, основанное в 1924 году как Рентгеновский институт Наркомздрава, с 1929 года при учреждении работает клиническое отделение. С 2009 года РНЦРР возглавляет академик Владимир Солодкий.

## История

### Советское время
История РНЦРР началась с постановления Совета Народных Комиссаров от 10 января 1924 года, в соответствии с которым на базе отдела рентгенологии Института биологической физики Наркомздрава был учреждён специализированный Рентгеновский институт, 24 мая 1924 года включённый в титульный список институтов Наркомздрава. Инициаторами создания института стали Владимир Витка, Я. Шехтман, Ф. Верёвкин и другие учёные и конструкторы. На момент создания института практическая рентгенология в Советском Союзе находилась в зачаточном состоянии: на всю страну было всего 160 рентгенодиагностических установок, работавших на импортной аппаратуре, не было собственного производства рентгеновских аппаратов, научных и технических кадров. Таким образом, задачей института стало преодоление сложившегося отставания. Непосредственную помощь в создании института оказал нарком здравоохранения Николай Семашко.
Институт разместился на Солянке в трёхэтажном здании, которое прежде принадлежало купцам Расторгуевым и было самостоятельно отремонтировано и приспособслено сотрудниками института. Первым директором учреждения стал биофизик, пионер исследований биологического воздействия ионизирующего излучения и создатель первых в мире подвижных рентгеновских установок Пётр Лазарев. По первоначальному замыслу институт состоял из двух отделов — рентгенотехнического и медицинского, но для проведения фундаментальных исследований требовалось стационарное наблюдение, и в 1929 году в институте было открыто клиническое отделение на 25 коек (впоследствии увеличенное до 60 коек). За первое десятилетие работы института в его стенах были разработаны 55 новых конструкций и приспособлений, были произведены 109 рентгеновских аппаратов и подготовлены 102 рентгенотехника по ремонту и монтажу оборудования. В 1934 году сотрудник технического отдела института Ц. Я. Руссо сконструировал первый отечественный флюорограф оригинальной конструкции, а затем — аппарат для стереоскопического просвечивания. Позднее изобретатель погиб в годы Великой Отечественной войны.
С момента создания института значительное место в его работе занимали вопросы лучевой терапии. В 1928 году был создан отдел экспериментальной патологии, где впервые в СССР было изучено влияние рентгеновских лучей на нервную систему, лёгкие, органы пищеварительного тракта, эндокринные железы и лимфоузлы и миндалины. Были сформированы отделения лучевой диагностики заболеваний разных систем организма, разрабатывались методики контрастных исследований, проходили испытания советских контрастных препаратов, таких как тетрагност и билимин. В годы войны многие сотрудники института ушли в действующую армию, а в стенах учреждения проводилась стажировка рентгенологов для госпиталей. После войны в институте активно велись фтизиатрические исследования, разрабатывались основы массовой флюорографии и других методов диагностики, а в 1946—1947 годах были разработаны первые в СССР автоматизированные флюорографы. С 1950-х годов в институте велось изучение опухолей лёгкого и средостения и разработка лечения, совершенствовались методы томографии, развивались направления кардиологии, рентгенокимографии, ангиографии и лимфографии.
29 мая 1974 года за заслуги в развитии здравоохранения, медицинской науки и подготовке кадров учреждение было награждено Орденом Трудового Красного Знамени. В советское время институт был переименован в Московский научно-исследовательский рентгенорадиологический институт  Минздрава РСФСР, в 1991 году — в Московский научно-исследовательский институт диагностики и хирургии Минздрава РФ, а в 1998 получил современное название — Российский научный центр рентгенорадиологии Минздрава РФ.

### Современность
В современный период в составе центра действуют поликлиническое отделение; диагностический отдел, включающий отделения лучевой диагностики заболеваний бронхо-лёгочной системы, органов ЖКТ, молочной железы, опорно-двигательного аппарата, отделение ангиографии, компьютерной томографии, функциональной диагностики и патологоанатомическое; хирургический отдел, радиологический отдел. На базе центра организован Федеральный маммологический центр Минздрава РФ. С клиникой РНЦРР связаны имена известных хирургов — Николая Бурденко, Александра Вишневского, Александра Рыжих и других. В конце 1970-х годов институт ежегодно принимал до 2000 больных, а к 2003 году — до 5500 человек в год, включая более 4000 онкобольных.

## Образовательная деятельность
С 1993 года РНЦРР — головное учреждение секции № 21 по лучевой диагностике и лучевой терапии учёного совета Минздрава РФ. Центр является базой кафедры онкологии и курса рентгенологии РУДН, курса интервенционной медицины РМАНПО, курса урологии и кафедры нефрологии и гемодиализа МГМУ им. И.М. Сеченова и института повышения квалификации Федерального управления медико-биологических и экстремальных проблем. В РНЦРР ведётся подготовка врачей по специальностям рентгенология, радиология, УЗ-диагностика, эндоскопия, общая хирургия, торакальная хирургия, акушерство и гинекология, урология, онкология, анестезиология, реаниматология, маммология, интервенционная радиология. За 90 лет существования института в его стенах были защищены 722 кандидатские и 184 докторские диссертации, издано 500 методических пособий, 210 монографий, свыше 10 тысяч научных статей. Среди действующих и бывших сотрудников РНЦРР 22 доктора наук, 69 кандидатов наук, 11 профессоров, в том числе 4 лауреата Премии Совета Министров СССР, 3 академика Российской академии наук.

## Руководство
В разные годы директорами института становились крупные учёные:
- Лазарев П. П. (1924—1933)
- Гамбургер Е. М. (1933—1936)
- Хармандарьян Г. И. (1936—1937)
- Сантоцкий М. И. (1937—1941)
- Матов В. С. (1941—1943)
- Рейнберг С. А. (1943—1950)
- Яльцев П. Д. (1950—1954)
- Лагунова И. Г. (1954—1972)
- Переслегин И. А. (1972—1981)
- Павлов А. С. (1981—1986)
- Харченко В. П. (1987—2009)
- Солодкий В. А. (с 2009 года)